# Eyrth, Wynd and Fyre
Eyrth, Wynd and Fyre è il settimo album in studio da solista del rapper statunitense Cappadonna (Wu-Tang Clan), pubblicato nel 2013.

## Tracce

### Disco 1
1. Real Life – 3:25
2. The Body Rock – 3:17
3. Boogah Hill – 3:24
4. Hustle Game Tight – 3:30
5. The Better Life Movement – 3:14
6. Pull Ya Life Together – 3:02
7. Puffed on Pride – 3:38
8. Creature Feature – 2:54
9. In the Dungeon (featuring Show Stopper) – 2:44
10. Rap Is Like Crack (featuring Soloman Childs) – 2:25
11. God Forgive Me for My Sins – 4:55
12. Back to School – 3:01
13. Children of Israel (featuring Show Stopper) – 3:49
14. Net Surfin' (featuring Show Stopper) – 3:41

### Disco 2
1. Free Lunch (featuring Lounge Mode) – 1:36
2. Real Talk (featuring Lounge Mode) – 3:46
3. Welfare (featuring Sav Killz) – 2:42
4. Bar B Que (featuring Lounge Mode) – 2:46
5. Actual Facts (featuring Sav Killz) – 1:43
6. Rep Ya Borough (featuring Lounge Mode) – 2:53
7. Live Ya Life (featuring Lounge Mode) – 2:49
8. Chains – 1:26
9. Socializing (featuring Lounge Mode) – 2:36
10. It's a Man's World – 2:18
11. Baby Mommas – 3:53
12. Ease on Down the Road – 2:22
13. We Hood Rich Now – 2:40
14. Uncle Gem's Rice – 4:03